# كنيسة القديس بولس (طرسوس)
كنيسة القديس بولس بطرسوس (بالإنجليزية: Saint Paul's Church, Tarsus)، بالتركية: Aziz Pavlus Kilisesi (Tarsus)): هي كنيسة سابقة في طرسوس، محافظة مرسين، تركيا.

## ترميم
تم وضع الكنيسة تحت الحماية منذ 1993 وتم تنفيذ أعمال الترميم من 1998 إلى 2000. وهي الآن تحت حماية وزارة الثقافة وتعرف رسميًا باسم المتحف التذكاري. على الرغم من أن الكنيسة مفتوحة للخدمات الدينية، إلا أنه بسبب افتقارها إلى المجتمع، لا تقام الخدمات الدينية بانتظام؛ ولكن تقام احتفالات لمجموعات من الحجاج.
الكنيسة والمناطق المحيطة بها ضمن القائمة المؤقتة لمواقع التراث العالمي.